# 特里加納航空267號班機空難

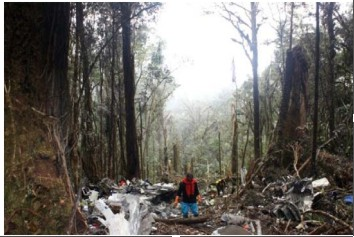
267号班机失事地点

特里加纳航空267号班机（IL267/TGN267）是一班自印尼查亚普拉起飞，原计划飞往奥克西比尔約45分鐘的定期航班，于2015年8月16日当地时间约15时在飛行途中疑似因惡劣天氣導致失事。飞机载有44名成年乘客、5名幼童及5名机组人员共54人。
國家搜救署署長表示，航班失蹤後曾派一架飛機搜尋，但由於天黑和惡劣天氣暫停折返，準備翌日早上恢復。

## 失事飛機及承運人

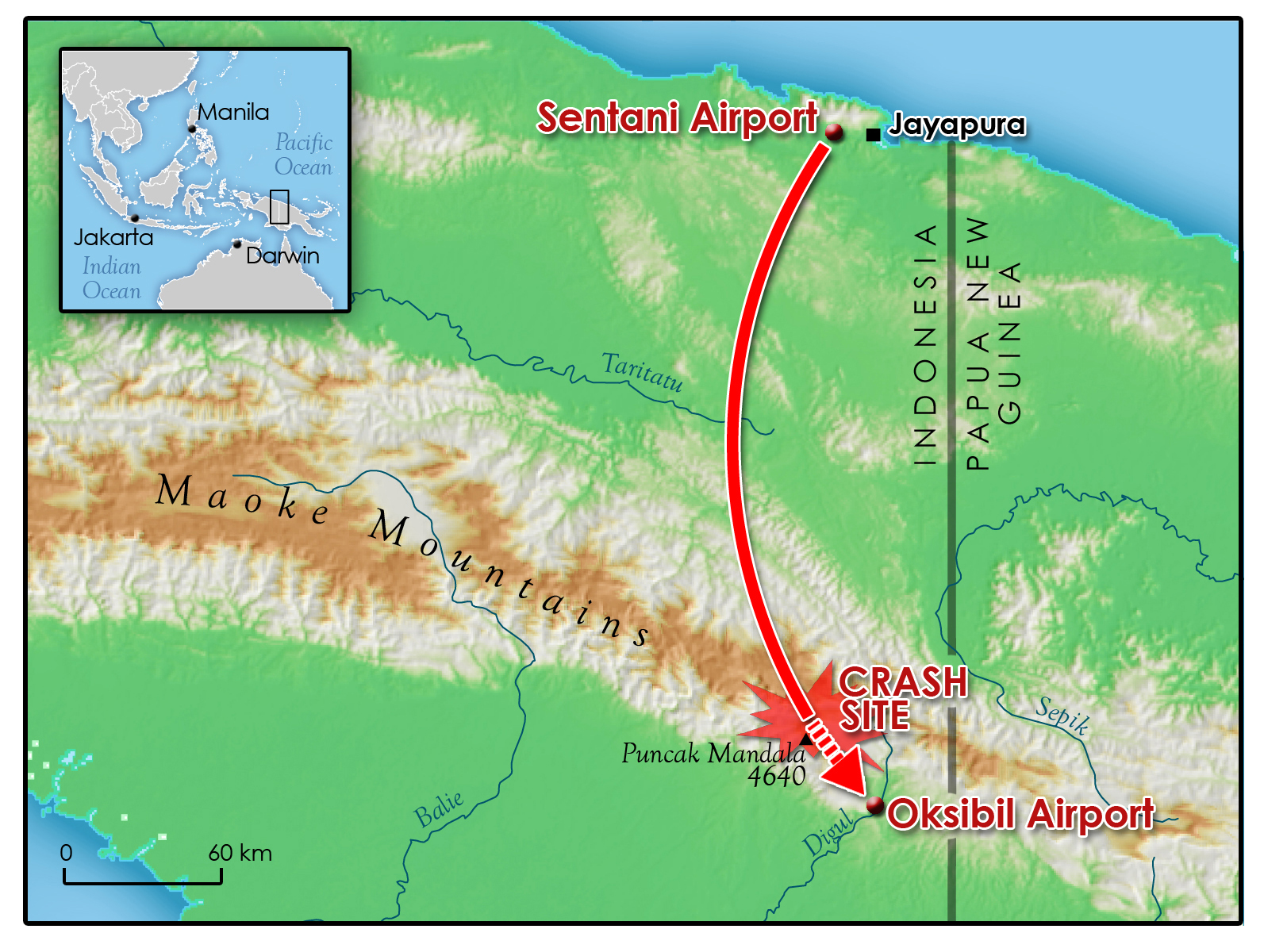
描述航线与失事地点的地图

失事飛機是一架機齡達27年的ATR42-300螺旋槳客機，註冊編號PK-YRN，原為N421TE，由美國洲際航空擁有。該機曽涉及多宗輕微事故，包括於2005年移交予特里嘎纳航空前發生一次機輪脱落的事故。
執飛的航空公司過往曾牽涉14宗嚴重事故，其中10宗事故後飛機須報廢。另自2007年起，除加魯達印尼航空、印尼亞洲航空、印尼快航及Premiair以外，包括特里嘎纳航空在內全數由印尼民航部門監管的航空公司均被歐盟列入禁飛名單。